# Love Me Again
"Love Me Again" – debiutancki singiel brytyjskiego piosenkarza soul Johna Newmana, pochodzący z jego nadchodzącego albumu studyjnego. Utwór wydano w formie digital download 17 maja 2013 roku w Europie, oprócz Wielkiej Brytanii, gdzie został wydany 30 czerwca. 

## Tło
W wywiadzie dla brytyjskiego portalu Digital Spy Newman wypowiedział się na temat powstawania utworu: 

Z kolegami, z którymi pisałem ten utwór zrobiliśmy zwrot o 180 stopni, mieliśmy ogromne uśmiechy na twarzach, myśleliśmy 
“W tym jest coś dobrego”. Ale nigdy nie wiesz, jak dobre to będzie, nie?

Zapytany czy trudno jest pisać teksty o miłości i rozstaniach odpowiedział: 

Nie, muzyka to jedyne miejsce gdzie mogę się naprawdę otworzyć na innych. Tworzę, piszę, jest dobrze. Lubię mieć władzę nad wszystkim.

## Teledysk
Teledysk towarzyszący wydaniu singla opublikowano 8 maja 2013 roku w serwisie YouTube. Jego długość to 3 minuty 56 sekund.

## Oceny
Singiel otrzymał pozytywną recenzję od Roberta Copseya z Digiral Spy, który napisał:

Gdy wejście w biznes muzyczny rozpoczyna się od gościnnego udziału w czyimś utworze, kreowanie sobie marki solowego artysty może okazać się trudnym zadaniem. Pomyśl o Johnie Newmanie, który miał szczególnie trudne zadanie przy wydaniu swojej piosenki, aby oddzielić się od wielkiego przeboju "Feel the Love" stworzonego z Rudimental. Szczęśliwie dla niego, jego styl, wokal prezentuje to, czego wielu ludzi oczekuje. 

| Nazwa       | Ocena        |
| ----------- | ------------ |
| Digital Spy | 5/5 gwiazdek |

## Lista utworów
Digital download
| Nr | Tytuł utworu                             | Długość |
| -- | ---------------------------------------- | ------- |
| 1. | „Love Me Again”                          | 3:54    |
| 2. | „Love Me Again” (Kove Remix)             | 4:20    |
| 3. | „Love Me Again” (Gemini Remix)           | 4:02    |
| 4. | „Love Me Again” (Ejeca Remix)            | 6:52    |
| 5. | „Love Me Again” (Love Thy Brother Remix) | 4:26    |

## Skład personalny
- John Newman - wokal, słowa
- Steve Booker  - produkcja, słowa
- Mike Spencer - produkcja

## Listy przebojów
| Kraj/Lista                         | Najwyższa pozycja |
| ---------------------------------- | ----------------- |
| Australia (ARIA)                   | 6                 |
| Austria (Ö3 Austria Top 40)        | 8                 |
| Belgia (Ultratop 50 Flanders)      | 6                 |
| Belgia (Ultratop 50 Wallonia)      | 18                |
| Czechy (IFPI)                      | 14                |
| Francja (SNEP)                     | 7                 |
| Niemcy (Media Control Charts)      | 6                 |
| Węgry (Rádiós Top 40)              | 3                 |
| Islandia (Tonlist)                 | 29                |
| Irlandia (IRMA)                    | 3                 |
| Izrael (Media Forest)              | 3                 |
| Włochy (FIMI)                      | 3                 |
| Luksemburg (Billboard)             | 4                 |
| Holandia (Dutch Top 40)            | 14                |
| Nowa Zelandia (Recorded Music NZ)  | 9                 |
| Portugalia (Billboard)             | 3                 |
| Szkocja (OCC)                      | 1                 |
| Słowacja (IFPI)                    | 7                 |
| Hiszpania (PROMUSICAE)             | 13                |
| Szwajcaria (Schweizer Hitparade)   | 5                 |
| Wielka Brytania (UK Singles Chart) | 1                 |

## Historia wydania
| Kraj            | Data            | Format           | Wytwórnia      |
| --------------- | --------------- | ---------------- | -------------- |
| Hiszpania       | 17 maja 2013    | Digital download | Island Records |
| Wielka Brytania | 30 czerwca 2013 | Digital download | Island Records |